# I.Sat
I.Sat fue un canal de televisión por suscripción latinoamericano con sede en Argentina, propiedad de Warner Bros. Discovery y operado por Warner Bros. Discovery Latin America, especializado en cine independiente, cortos, documentales y series. El canal estaba orientado al público de jóvenes adultos (de 14 a 49 años) y de perfil urbano.
En general, su contenido se caracterizaba por poseer un estilo underground, enfocado en películas y series con referencias a la diversidad.
Transmitía las 24 horas del día, con la programación en su idioma original y subtitulada para toda la región latinoamericana.

## Historia
El canal fue lanzado el 5 de abril de 1993. Su nombre era un acrónimo de la empresa que lo creó: Imagen Satelital, del empresario argentino Alberto González. En 1997, Imagen Satelital fue adquirida por Cisneros Television Group (que en 2000 pasaría a ser Claxson Interactive Group al fusionarse con Ibero American Media Partners y el portal El Sitio).
Desde su creación en 1993, puso en pantalla una librería de películas cuya amplitud de géneros (drama, comedia, acción y aventuras) apuntaba a todo público. Dispuesto a captar la audiencia juvenil, incorporó segmentos dedicados a la música. El mayor cambio llegó el 16 de diciembre de 1998, cuando el nuevo propietario decidió reposicionar la marca, relanzando el canal con un nuevo perfil orientado a un público de jóvenes adultos y modificando la programación, incluyendo películas de culto, cine independiente, cine B, documentales, entre otros. Poco a poco, este tipo de programación fue ganando más espacio hasta convertirse en el contenido exclusivo y predominante del canal.
En octubre de 2007, I.Sat, junto con un paquete de otras seis señales pertenecientes a Claxson Interactive Group (Space, Infinito, Retro, Fashion TV, HTV y MuchMusic), fue adquirido por Turner Broadcasting System, una de las divisiones de Time Warner. Con esto llegaron más cambios a la señal: en un principio, una camada de series emitidas anteriormente en la región por la cadena Fox; el refuerzo del perfil del canal con más series británicas y películas internacionales; la inclusión, menos tímida, de animaciones (con la llegada del bloque Adult Swim); y, un dato no menor, la distribución del canal a nivel panregional, que hasta el momento había contado con una fuerte presencia en el Cono Sur.
En octubre de 2012, se lanzó la campaña "No al doblaje, sí al idioma original", promocionando su nuevo posicionamiento de emitir la programación en idioma original con subtítulos, dejando de transmitirse películas y series dobladas.
El 21 de diciembre de 2023, la operadora de televisión de pago Liberty Costa Rica anunció que, por decisión de Warner Bros. Discovery Latin America, el canal finalizaría sus transmisiones el 29 de febrero de 2024, junto a Glitz y Much.

## Estilo
Desde su relanzamiento en diciembre de 1998, I.Sat apuntó a un nuevo público a través de una programación de carácter irreverente y alternativa, donde se emitían programas y contenidos internacionales poco distribuidos en la televisión de la época.
El cine independiente fue su mayor estandarte, y su máxima expresión se encontraba en el espacio Primer Plano I.Sat, en el que todos los meses se emitían películas temáticas de cine independiente de diferentes partes del mundo.
Una de sus temáticas favoritas siempre ha sido la sexual, con envíos como el segmento Sexorama, o los programas Sex TV, Real Sex, entre otros. Fue uno de los primeros canales en presentar ciclos de cine de temática gay, junto con series como Queer as Folk y Sugar Rush.
La música también formó parte de la señal, con I.Music: videoclips que interrumpían la programación, acompañados por preguntas relacionadas (en el caso de Video Maní), por su traducción al castellano (I.Clips), o recitales en vivo (I.Concert).
El canal encontró un elemento que encajó perfectamente en su estilo: el humor. Puso en pantalla MADtv, el clásico Kids in the Hall, el ciclo cómico argentino Cha Cha Chá, series provenientes de la cadena Comedy Central y el consagrado Late Night with Conan O'Brien. La adquisición por parte de Turner le adjudicó el bloque de animación Adult Swim, lo que le permitió redoblar su apuesta en el mercado latino, apuntando a micros más fuertes y ácidos que los que le permitía Cartoon Network.

## Branding
En sus comienzos, el canal portaba un logo sencillo en tono rosado. Para el año 1998, la imagen del canal se renovó en conmemoración de sus cinco años. En diciembre de ese mismo año, el relanzamiento le otorgó el logotipo que más tiempo se mantuvo al aire. Todos sus cambios en materia estética conservaron los colores negro, naranja y blanco, pasando de ser I-Sat a I.Sat.
En el año 2001, el canal comenzó a usar el eslogan « »Actitud, acompañado de una nueva imagen en la que el logo imitaba un rollo de película. En septiembre de 2003, se reformuló la imagen del canal, con una estética completamente animada en 3D, basada en un concepto "industrial", que representaba una fábrica en funcionamiento.
En 2007, el logotipo tuvo un restyling, con una apariencia metálica. Desde entonces, y hasta diciembre de 2010, tanto el logotipo como los elementos visuales aparecían y desaparecían siendo "arrastrados" por un efecto de magnetismo, dejando tras de sí marcas similares a metales sucios.
El 1 de diciembre de 2010, I.Sat renovó su logotipo por tercera vez en su historia, adoptando los colores rojo y verde. Su estética actual se basa en papeles translúcidos que se superponen para formar el logotipo. Con esta nueva identidad, I.Sat adopta el concepto de "Intervención", con el objetivo de reforzar la marca, acentuando sus aristas más reflexivas, lúdicas, experimentales y artísticas.

### Logotipos

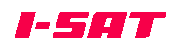
1993-1998
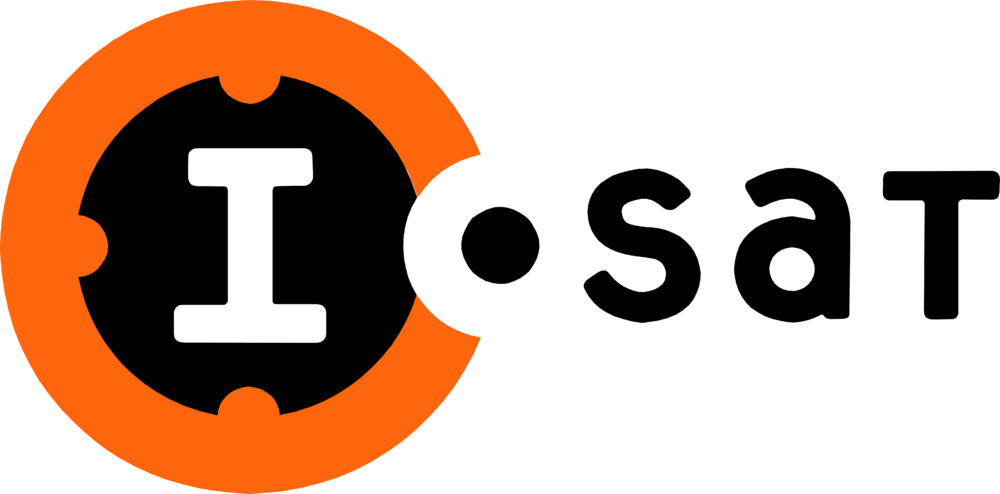
1998-2007
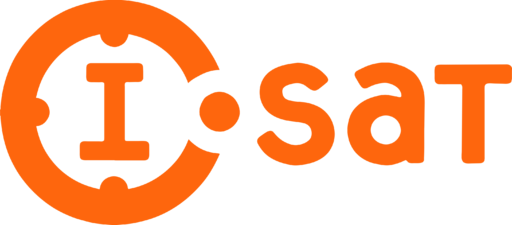
2007-2010
2010-2024

## Bloques y segmentos de programación
El canal se destacaba por tener varios ciclos y bloques de programación:
- Cortos I.Sat: Cortometrajes internacionales. En sus inicios fue conducido por Martina Luri.[19][20]
- I.Docs: Documentales y reportajes sobre temas relevantes de actualidad.
- I.Movies: Películas independientes y de culto con estrellas de fama mundial en sus trabajos más desafiantes.
- I.Series: Series internacionales de carácter irreverente.
- Adult Swim: Bloque de animaciones para adultos y series experimentales (anteriormente emitido en Cartoon Network). Estuvo en el canal desde noviembre de 2007 hasta su cancelación en diciembre de 2010 emitiéndose con doblaje.[13] El bloque regresó en abril de 2015 hasta abril de 2020 y se emitió en idioma original con subtítulos.[21]
- Asian Connection: Nuevo cine asiático. Emitido por última vez en 2016 como especial de mes.
- Brit TV: Últimas series de la BBC y Channel 4. Se unificó con I.Series.
- Cine Under: Posteriormente renombrado Cine Independiente. Fue reemplazado por Primer Plano I.Sat.
- Cine Zeta: Dedicado a exponentes del cine B, cine bizarro o films calificados como "malos". Emitido desde 2000 hasta 2005.[22]
- Comedy Central: Series de humor del canal homónimo estadounidense. Emitido hasta 2004.[23]
- Furia oriental: Estrenado el 1 de septiembre de 2017, exhibía cine asiático y anime.[24]
- I.Files: Series documentales y reportajes sobre temas de actualidad. Se renombró I.Docs en 2008.
- I.Music: Tendencias musicales que incluían conciertos, reseñas y videoclips.
  - I.Clips: Videoclips musicales subtitulados con su correspondiente traducción.
  - I.Concert: Anteriormente llamado En Concierto, conducido por Gustavo Lutteral y posteriormente por Marcelo Mingochea; se emitían conciertos, festivales, documentales y entrevistas a diferentes artistas y grupos.
  - Video Maní: Un filler de carácter lúdico-informativo durante los cortes. Durante la emisión de videoclips se sucedían varias frases sobre las que el televidente podía opinar, en referencia a su falsedad o autenticidad.[22]
- I.News: Micros de entrevistas a realizadores cinematográficos y noticias del espectáculo a cargo de Mariano Castro.
- I.Toons: Series animadas emitidas por las mañanas, como Thundercats, Mortal Kombat, Las nuevas aventuras de Batman, entre otras. Desapareció en 2001.
- Karate Forever: Cine oriental de artes marciales. Presentado por Alfredo Casero.[25]
- Primer Plano I.Sat: Estrenos del mes, cine independiente de autores internacionales. En pantalla desde 2002.[9] Se emitió por última vez en febrero de 2017.
- Sexorama: Cine erótico softcore. Emitido hasta 2008.[10]

## Microprogramas
Ciclos originales de corta duración emitidos entre programas:
- Cuentos de terror: Microprograma original de I.Sat. Historias de terror narradas por Alberto Laiseca.[26]
- Paredes que hablan: Ciclo original de I.Sat de entrevistas a artistas del street art en Latinoamérica.
- Proyecto Cartele: Microprograma basado en el archivo y proyecto en línea homónimo.
- Tatuados: Ciclo original de I.Sat que exploraba el mundo y el submundo del tatuaje.
- The Barz: Ciclo de sketches de humor surrealista, basado en un formato original de Canal+ de Francia.[27]

## Series
Entre las series que más se han destacado en los ciclos del canal se encuentran:
- 3001: A Sex Oddity
- 3rd Rock from the Sun
- Adrenaline Junkies
- America Undercover
- Angel
- Arrested Development
- As If
- BattleBots
- Baywatch Hawaii
- Beautiful People
- Beverly Hills 90210
- Black Mirror
- Buffy, la cazavampiros
- Californication
- Carnivàle
- Cha Cha Chá
- Charmed
- Cheers
- Cock'd Gunns
- Come fly with me
- Coupling
- Cuentos de la Cripta
- Dark Angel
- Dead Set
- Dharma & Greg
- Disputas
- Episodes
- Extras
- Fallen Angels
- Famoso
- First Wave
- Frasier
- Friday Night Dinner
- Gun
- Head Case
- Hora de aventura (emitido en idioma original el 21 de abril de 2013 por el especial de los 20 años de Cartoon Network)
- HitRecord on TV
- Homicide: Life on the Street
- Insomniac with Dave Attell
- In the Flesh
- JAG: Justicia Militar
- Jayce y los Guerreros Rodantes
- Joan of Arcadia
- Jokebox
- Las nuevas aventuras de Batman (1977)
- Las nuevas aventuras de Superman (1966)
- Late Night with Conan O'Brien
- Les Redoutables
- Life's Too Short
- Little Britain
- Loaded
- Lock, Stock...
- Los profesionales
- Louis Theroux
- MADtv
- Malcolm in the middle
- Melrose Place
- Mindfreak
- Misfits
- Mortal Kombat
- Mr. Sloane
- Murder Call
- My Mad Fat Diary
- Nafta Súper
- NewsRadio
- Niño Santo
- Now and Again
- Party of Five
- Peep Show
- Portlandia
- Profiler
- Queer as Folk
- Raising Hope
- Ramen Loving Girl
- Real Sex
- Resurrection Blvd.
- Romanos
- Roswell
- Rubicon
- Running Wilde
- Satisfaction
- Search Party
- Shameless (U.K.)
- Shameless (U.S.)
- Secret Diary of a Call Girl
- Seven Days
- Sex and Shopping
- Sex Bytes
- Silent Witness
- Sin Cities
- Six Feet Under
- Son of the Beach
- Sound
- Stargate SG1
- Strangers with Candy
- Sugar Rush
- Taxicab Confessions
- Testees
- The Basement Sessions
- The Borgias
- The Drew Carey Show
- The Ed Sullivan Show
- The Hunger
- The IT Crowd
- The Kids in the Hall
- The Mighty Boosh
- The Mind of The Married Man
- The O.C.
- The Office (U.K.)
- The Office (U.S.)
- The Peter Serafinowicz Show
- The Sentinel
- The Spoils Before Dying
- The Spoils of Babylon
- The Whitest Kids U' Know
- The Wonder Years
- Thundercats
- Time Taxi
- Trespassing Bergman
- Trigger Happy TV
- Trust Me
- UK Raw
- Uncle
- Un show más (I.Sat emitió el episodio "El cementerio" sin censura y en idioma original el 22 de noviembre de 2013, en el especial "Ani-Mes" en "Cortos I.Sat")
- Upright Citizens Brigade
- Utopia
- Veronica Mars
- Z Rock

## Adult Swim
Series y películas que formaron parte del bloque:
- A Scanner Darkly
- Aqua Teen Hunger Force
- Aqua Teen Hunger Force Colon Movie Film for Theaters
- Baby Blues: una familia animada
- Black Dynamite
- Black Jesus
- Bob y Margaret
- Brad Neely's Harg Nallin' Sclopio Peepio
- Brett Gelman's Dinner in America
- Check It Out! With Dr. Steve Brule
- Chicago 10
- China, IL
- Cortos de Adult Swim
- Delocated
- Dinner with Family with Brett Gelman and Brett Gelman's Family
- Dinner with Friends with Brett Gelman and Friends
- Dream Corp, LLC
- Eagleheart
- Eight Crazy Nights
- El show de Brak
- Fantasma del Espacio de costa a costa
- Fat Guy Stuck in Internet
- Final Fantasy: The Spirits Within
- Frisky Dingo
- Harvey Birdman Abogado
- Hellboy: Sword of Storms
- Hellboy: Blood & Iron
- Hot Package
- Hot Streets
- Infomercials
- Jack, el empleado desempleado
- King Star King
- Laboratorio Submarino 2021
- Loiter Squad
- Los hermanos Venture
- Los Oblongs
- Lucy, the Daughter of the Devil
- Mary Shelley's Frankenhole
- Metalocalypse
- Mission Hill
- Monkey Dust
- Moral Orel
- Mr. Neighbor's House
- Mr. Pickles
- NTSF:SD:SUV::
- Off the Air
- Películas caseras
- Pollo Robot
- Samurai Jack (temporada 5)
- Stroker y Hoop
- Squidbillies
- Superjail!
- Ratón Esponja
- Renaissance
- Rick y Morty
- Rick & Steve: The Happiest Gay Couple in All the World
- Secundaria Bromwell
- Secundaria de clones
- South Park: Bigger Longer & Uncut
- Stan Lee Presents: Condor
- Stan Lee Presents: Mosaic
- Team America: World Police
- The Boondocks
- The Drinky Crow Show
- The Eric Andre Show
- The Greatest Event in Television History
- The Heart, She Holler
- Tim and Eric Awesome Show, Great Job!
- Tim and Eric's Bedtime Stories
- Tom Goes to the Mayor
- Titan Maximum
- Wonderful Days
- Xavier: Renegade Angel
- Your Pretty Face is Going to Hell

## Anime
Algunos fueron emitidos en el bloque Adult Swim:
- Bubblegum Crisis Tokyo 2040[32]
- Cinderella Boy[33]
- Cowboy Bebop: Knockin' on Heaven's Door
- Cyber Team in Akihabara: Summer Days of 2011
- Fruity Samurai
- Gintama
- Guerreros del viento
- Gungrave[34]
- Ikki Tōsen[33]
- Los Caballeros del Zodiaco: Hades, La Saga del Santuario
- Los Caballeros del Zodíaco: Hades, La Saga del Infierno
- Martian Successor Nadesico: The Prince of Darkness
- Memories
- Metrópolis
- Mononoke
- Neon Genesis Evangelion[35]
- Princess Jellyfish
- Samurai Champloo[36]
- The Animatrix
- El cuento de la princesa Kaguya
- Kaze Tachinu
- Nanatsu no Umi no Tico
- Trigun
- El recuerdo de Marnie